# Middlesbrough Football Club
Middlesbrough Football Club ([ˈmɪdəlzbrə] MID-əlz-brə) é um clube profissional de futebol com sede em Middlesbrough, North Yorkshire. Compete na EFL Championship, o segundo nível do sistema de ligas de futebol da Inglaterra. Apelidado de Boro, foi fundado em 1876 e é o 11º clube da liga de futebol mais antigo da Inglaterra e do País de Gales. O clube joga no Riverside Stadium desde 1995, tendo jogado anteriormente no Ayresome Park por 92 anos, de 1903 a 1995.
O Middlesbrough foi um dos membros fundadores da Premier League em 1992, e passou todas as temporadas de sua história como clube profissional competindo nos dois principais níveis do futebol inglês, exceto por duas temporadas. Sua melhor colocação na liga até hoje foi o terceiro lugar na primeira divisão na temporada 1913–14. A eclosão da Primeira Guerra Mundial interrompeu sua tentativa de conquistar o primeiro título da divisão principal, embora o clube tenha voltado a brigar durante os anos entre guerras, terminando em quarto lugar na temporada 1938–39, antes que a Segunda Guerra Mundial interrompesse novamente as ligas inglesas e impedisse outra tentativa de título. O clube esteve a minutos de encerrar suas atividades em 1986 antes de ser salvo por um consórcio liderado pelo membro do conselho e mais tarde presidente Steve Gibson. Uma notável recuperação levou o clube a conquistar duas promoções consecutivas para a primeira divisão nas temporadas 1986-87 e 1987-88. O clube foi vice-campeão da FA Cup e da Copa da Liga em 1997 sendo também rebaixado após uma polêmica dedução de 3 pontos, e perdeu outra final da Copa da Liga na temporada seguinte. Sob o comando de Steve McClaren, o clube venceu a Copa da Liga em 2004, seu primeiro grande troféu, e chegou à final da Copa da UEFA de 2006. O clube disputou apenas uma temporada na Premier League desde o rebaixamento em 2009.
O Middlesbrough é o único grande clube de futebol profissional da grande área de Teesside (a 14ª maior área urbana da Inglaterra), do Tees Valley, e do condado de North Yorkshire (o maior condado da Inglaterra em área). O clube tem rivalidades regionais com os dois maiores clubes mais próximos, o Newcastle United (o Tyne–Tees derby) e o Sunderland (o Tees–Wear derby).
O uniforme tradicional do clube é vermelho com detalhes brancos, frequentemente na forma de uma faixa branca no peito. As cores dos calções e meias da equipe principal têm variado entre vermelho e branco, complementando a camisa vermelha adotada em 1899. Os diversos escudos ao longo da história do clube, o mais recente dos quais foi adotado em 2007, incorporam um leão rampante.

## História

### Formação e primeiros anos (1876–1914)

Gráfico mostrando o desempenho do Middlesbrough nas ligas desde a temporada 1899–1900

O Middlesbrough foi fundado em 1876, e venceu a Copa Amadora da FA em 1895 e novamente em 1898. O clube se profissionalizou em 1889, mas retornou ao status amador em 1892. Tornou-se definitivamente profissional em 1899. Após três temporadas, conquistou a promoção para a Primeira Divisão da Liga Inglesa de Futebol, onde permaneceria pelos próximos 22 anos.
Em 1903, o clube mudou-se para o Ayresome Park, sua casa pelos próximos 92 anos. Em 1905, o clube autorizou a transferência de Alf Common por £1.000, um valor recorde à época. No mesmo ano, Tim Williamson tornou-se o primeiro jogador do Middlesbrough a atuar em uma partida internacional.
Durante esses primeiros anos na elite, o desempenho do clube variou bastante, alcançando o sexto lugar na temporada 1907–08 antes de cair para a 17ª posição duas temporadas depois. O clube alcançou sua melhor colocação até então, o terceiro lugar, na temporada 1913–14. A Primeira Guerra Mundial logo interveio, e o futebol foi suspenso.

### Altos e baixos (1914–1966)
Antes da retomada do futebol profissional, o Middlesbrough venceu a Liga da Vitória do Norte (Northern Victory League), mas a equipe não conseguiu manter o desempenho anterior e terminou a temporada de 1919–20 no meio da tabela. Permaneceram na Primeira Divisão nas temporadas seguintes, mas foram rebaixados em 1923–24 após terminarem na última colocação, 10 pontos atrás do adversário mais próximo. Três temporadas depois, conquistaram o título da Segunda Divisão. Durante essa temporada, o estreante George Camsell, que havia sido contratado do Durham City, da Terceira Divisão Norte, marcou 59 gols no campeonato, um recorde, incluindo nove hat-tricks. Ele continuaria sendo o artilheiro do clube por cada uma das dez temporadas seguintes. O retorno do Middlesbrough à elite durou apenas uma temporada, e o clube foi novamente rebaixado. Eles conseguiram o acesso logo na temporada seguinte, em 1928–29, conquistando mais um título da Segunda Divisão. O clube permaneceu na Primeira Divisão até 1954.

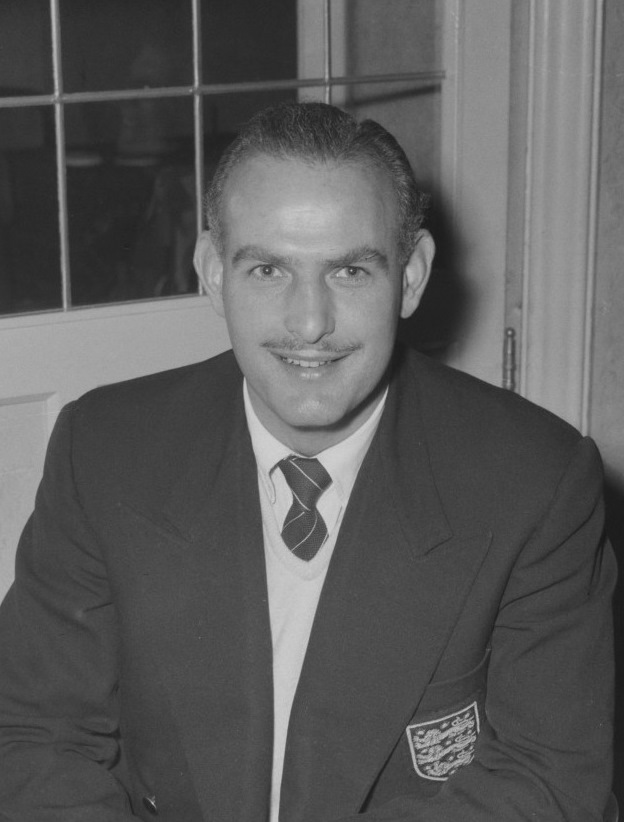
George Hardwick, jogador do Middlesbrough e da seleção inglesa, mais tarde treinador e técnico

A década anterior à Segunda Guerra Mundial marcou o surgimento de Wilf Mannion e George Hardwick, ambos futuros internacionais pela Inglaterra.[carece de fontes?] O Middlesbrough terminou em quarto lugar na última temporada completa antes da guerra, e esperava-se que disputasse o título na temporada seguinte, mas a guerra interrompeu os planos. Após o conflito, o clube não conseguiu recuperar a forma das temporadas anteriores, mantendo-se no meio da tabela e sendo eliminado nas fases iniciais da FA Cup. Pouco depois, a equipe começou a decair e foi rebaixada em 1953–54. Esse foi o início de um período de 20 anos fora da elite, mas também foi a época em que surgiu um dos maiores artilheiros do clube, Brian Clough, que marcou 204 gols em 222 jogos antes de se transferir para o Sunderland. Em 6 de maio de 1950, o clube foi representado por um jogador negro pela primeira vez: o jamaicano Lindy Delapenha, que estreou em uma partida fora de casa contra o Fulham. No total, ele fez 270 partidas e marcou 92 gols, antes de se transferir para o Mansfield Town após a temporada de 1957/58. Durante esse período, o Middlesbrough manteve um desempenho razoável na Segunda Divisão, mas nunca foi um candidato sério ao acesso. Após terminar em quarto lugar na temporada de 1962–63, o clube entrou em um declínio constante e foi rebaixado para a Terceira Divisão pela primeira vez em sua história, em 1966.

### Ressurgimento, 'Os Campeões de Charlton' e crise financeira (1966–1994)
O novo técnico Stan Anderson devolveu o clube à segunda divisão na primeira tentativa. O Middlesbrough não ficou abaixo da nona colocação durante as seis temporadas seguintes na Segunda Divisão, terminando em 4º lugar (logo fora das três primeiras posições que garantiam o acesso na época) em três dessas ocasiões.
Em 1973, Jack Charlton assumiu como treinador e conduziu a equipe de volta à primeira divisão. Um time liderado em campo por Willie Maddren e Bobby Murdoch, e que incluía um jovem Graeme Souness, garantiu a promoção já em 23 de março de 1974, e com oito jogos restantes na temporada, tornou-se campeão absoluto, terminando com um recorde de 65 pontos (com base no formato de 2 pontos por vitória). Após um início muito promissor em sua primeira campanha de volta à primeira divisão, Bob Paisley, técnico do Liverpool, vice-campeão daquela temporada, apontou o Middlesbrough como favorito ao título, mas o time acabou terminando em sétimo. O Middlesbrough conquistou seu primeiro troféu como equipe profissional na temporada 1975–76, levantando a Copa Anglo-Escocesa em sua temporada inaugural após uma vitória em dois jogos contra o Fulham.
Em 1979, John Neal fez a primeira contratação internacional do clube, com a chegada de Boško Janković do Željezničar Sarajevo.
O clube enfrentou sérias dificuldades financeiras em meados da década de 1980. O Middlesbrough estava caindo na tabela e terminou em 19º na temporada 1984–85. Em abril de 1986, o clube precisou pegar emprestado £30.000 da Professional Footballers' Association (PFA) para pagar salários. O jogo final da temporada resultou no rebaixamento do Middlesbrough para a Terceira Divisão novamente. Naquele verão, o clube chamou o Liquidante Provisório e, pouco depois, foi declarado insolvente e os portões do Ayresome Park foram trancados com cadeado. Sem os £350.000 de capital exigidos para o registro na Football League, uma nova regra, o clube corria o risco de encerrar suas atividades permanentemente. Steve Gibson, no entanto, um membro do conselho à época, reuniu um consórcio e, com 10 minutos restantes para o prazo final, completaram o registro do clube na Football League para a temporada 1986–87. Após o registro, houve mudança tanto no escudo do clube quanto no nome oficial da empresa para Middlesbrough Football and Athletic Club (1986) Ltd.
Nas duas temporadas seguintes, o Middlesbrough conquistou promoções sucessivas para a Segunda Divisão e depois para a Primeira Divisão, sendo esta última a primeira e única vez em que uma equipe da segunda divisão rebaixou diretamente uma equipe da primeira divisão por meio dos play-offs da Football League. Na temporada seguinte, no entanto, o clube foi imediatamente rebaixado de volta à Segunda Divisão, e com isso ocorreu a então transferência recorde britânica de Gary Pallister para o Manchester United por £2,3 milhões. Após nova promoção, o Middlesbrough tornou-se um dos membros fundadores da FA Premier League quando esta foi lançada na temporada 1992–93.

### Anos de Bryan Robson (1994–2001)
O jogador-treinador Bryan Robson, vindo do Manchester United, assumiu o comando em 1994. Após a promoção para a Premier League, o Middlesbrough fez contratações de destaque como o internacional brasileiro Juninho e o artilheiro da final da Liga dos Campeões da temporada anterior, o internacional italiano Fabrizio Ravanelli. Uma difícil temporada 1996–97, no entanto, foi agravada por uma dedução de três pontos imposta logo após o Natal como punição pela falha do clube em cumprir um jogo contra o Blackburn Rovers, o que resultou no rebaixamento. Sem a dedução de pontos imposta pela FA Premier League — apesar de o clube ter seguido conselhos da própria Premier League antes de adiar a partida — o clube teria somado pontos suficientes para evitar o rebaixamento.[carece de fontes?] Ao mesmo tempo, o clube chegou às finais da Copa da Liga e da Copa da Inglaterra pela primeira vez, mas perdeu ambas. Apesar de estar na segunda divisão, foi novamente vice-campeão na final da Copa da Liga no ano seguinte.

Gráfico de desempenho do Middlesbrough nas ligas

Apesar de ter perdido jogadores de destaque como Ravanelli e Juninho devido ao rebaixamento, o Middlesbrough foi promovido de volta à Premier League na primeira tentativa, em 1998. Na temporada seguinte, se estabilizou bem e teve uma sequência de 12 jogos sem perder no meio da temporada 1998–99, incluindo uma vitória por 3–2 em Old Trafford em janeiro, quando chegou a abrir 3–0 no placar; foi a única derrota em casa do Manchester United durante a temporada em que conquistou a tríplice coroa. O Middlesbrough continuou seguro no meio da tabela na temporada seguinte, graças principalmente aos gols de Hamilton Ricard e às contratações de jogadores de destaque como Paul Ince e Christian Ziege. Na temporada 2000–01, enfrentou um breve susto de rebaixamento que foi resolvido com a chegada de Terry Venables como co-treinador, e uma vitória por 3–0 fora de casa contra o Arsenal em abril foi o melhor resultado da equipe. A tendência de contratar jogadores de destaque com experiência no futebol europeu continuou com as aquisições de Christian Karembeu e Alen Bokšić. Bryan Robson deixou o clube antes do início da temporada 2001–02, após sete anos como treinador.

### Retorno à primeira divisão e incursão na Europa (2001–2009)

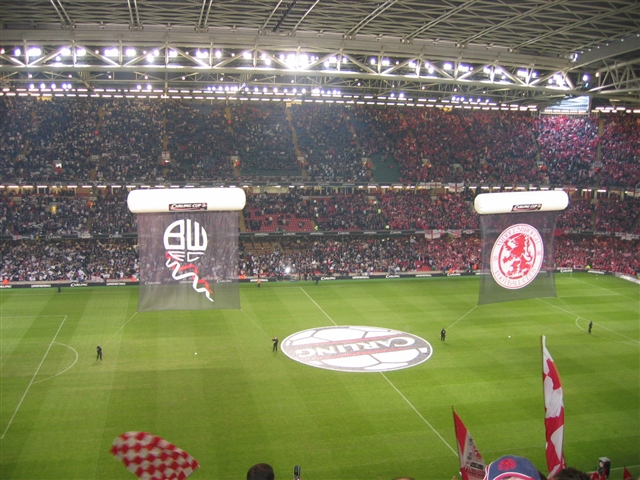
A Final da Copa da Liga Inglesa de 2004 no Millennium Stadium

Após Terry Venables decidir não assumir o cargo de técnico em tempo integral, em junho de 2001 o auxiliar técnico do Manchester United, Steve McClaren, foi nomeado para substituir Robson.
Em sua primeira temporada, McClaren levou o Middlesbrough a uma respeitável 12ª colocação na liga e a uma semifinal da FA Cup, perdendo por pouco de 1–0 para o Arsenal. Uma leve melhora na liga fez o clube terminar em 11º na temporada seguinte. A temporada 2003–04 viu o clube novamente terminar em 11º lugar na liga, mas de forma muito mais significativa, conquistar seu primeiro grande troféu ao derrotar o Bolton Wanderers por 2–1 na Final da Copa da Liga Inglesa de 2004. A conquista da Copa da Liga também garantiu ao Middlesbrough a classificação para a Europa – a Copa da UEFA – pela primeira vez na temporada seguinte, onde chegaram às oitavas de final da competição.
A classificação para a Copa da UEFA foi conquistada pelo segundo ano consecutivo após um empate fora de casa por 1–1 contra o Manchester City na última partida da temporada. O jogo terminou com uma dramática defesa de pênalti no último minuto pelo goleiro Mark Schwarzer, que garantiu que o Middlesbrough terminasse em 7º lugar, à frente do City, e se classificasse novamente para a Europa.
O Middlesbrough teve uma de suas campanhas de copa mais bem-sucedidas até então na temporada 2005–06. No cenário nacional, o clube chegou às quartas de final da Copa da Liga e à semifinal da FA Cup, perdendo por 1–0 para o West Ham com um gol tardio em Villa Park. O clube também chegou à Final da Copa da UEFA de 2006 após duas reviravoltas milagrosas de 3–0 no placar agregado nas quartas e semifinais contra o FC Basel e o Steaua Bucareste, respectivamente, mas acabaram sendo derrotados por 4–0 pelo Sevilla na final em Eindhoven. As equipes de McClaren contavam com jovens locais como Stewart Downing, Adam Johnson e James Morrison além de experientes jogadores internacionais como o trio de atacantes Yakubu, Mark Viduka e Jimmy Floyd Hasselbaink, e o meio-campista Gaizka Mendieta. O Middlesbrough escalou o time titular mais jovem (média de idade: 20 anos) no jogo final da Premier League da temporada 2005–06, contra o Fulham. Nove jogadores eram adolescentes – todos ingleses – e mais dois entraram como substitutos.
Após a derrota na final da Copa da UEFA, McClaren saiu para comandar a seleção inglesa, e o capitão Gareth Southgate assumiu como treinador. Apesar de não possuir as licenças exigidas, ele recebeu uma permissão especial da Premier League para continuar. Southgate levou o clube ao 12º lugar na liga e às quartas de final da FA Cup em sua primeira temporada como técnico. Na temporada 2007–08, o Middlesbrough novamente chegou às quartas de final da FA Cup, mas, apesar de ser o segundo favorito ao título antes do jogo contra o Cardiff City da segunda divisão, perdeu a partida e terminou em 13º na liga, vencendo o Manchester City por 8–1 na última rodada.
Em janeiro de 2008, o clube quebrou seu recorde de contratação ao pagar £13,6 milhões pelo atacante da seleção brasileira Afonso Alves. O clube foi rebaixado para a Championship ao final da temporada 2008–09.

### Declínio, breve renascimento e rebaixamento (2009–2017)
O Middlesbrough demitiu Gareth Southgate do cargo de treinador em outubro de 2009, quando o time de Southgate estava a um ponto de liderar a Championship, e o substituiu por Gordon Strachan. No momento da demissão de Southgate, o Boro estava em quarto lugar na Championship, mas o desempenho sob o comando de Strachan piorou e o time terminou na metade da tabela. Em 18 de outubro de 2010, Strachan renunciou e foi posteriormente substituído por Tony Mowbray. Após uma sequência ruim de resultados no início da temporada 2013–14, Mowbray deixou o clube com efeito imediato em 21 de outubro.
Aitor Karanka, ex-auxiliar técnico do Real Madrid sob o comando de José Mourinho, tornou-se o novo treinador do Middlesbrough. Ele se tornou o primeiro treinador não-britânico do clube, e levou o Boro ao 12º lugar na classificação. Na primeira temporada completa de Karanka no comando, o Middlesbrough terminou em quarto lugar e assim se classificou para os play-offs da Football League de 2015.[carece de fontes?] Após derrotar o Brentford por 5–1 no placar agregado na semifinal, o clube perdeu por 2–0 para o Norwich City no Estádio de Wembley na final. A temporada seguinte, 2015/16, terminou de forma dramática. A última partida da temporada regular foi um confronto direto entre o Boro, em 2º lugar, e o Brighton & Hove Albion, em 3º lugar, no Riverside. O Boro precisava de 1 ponto para terminar acima do Brighton e garantir o acesso automático. Após sair na frente no primeiro tempo, o time sofreu o empate, mas conseguiu segurar o resultado e garantir o retorno à Premier League.

### Retorno ao Championship (2017–presente)
O clube nomeou o ex-treinador do Leeds United, Garry Monk, como técnico durante a pré-temporada. As expectativas no clube eram altas, tendo gasto cerca de £50 milhões na janela de transferências com contratações de jogadores, a fim de montar uma campanha de promoção imediata de volta à Premier League. Monk deixou o clube em dezembro, com o Middlesbrough em nono lugar no Championship, e Tony Pulis foi nomeado como seu substituto. Pulis levou a equipe ao 5.º lugar na tabela, no entanto, perderam nas semifinais dos play-offs para o Aston Villa. Na temporada seguinte, Pulis tentou garantir novamente uma vaga nos play-offs, mas um final de temporada ruim fez com que o time terminasse em 7.º lugar e ficasse de fora por um ponto.
Quando o contrato de Pulis não foi renovado, ele foi substituído pelo ex-zagueiro e auxiliar técnico do Middlesbrough, Jonathan Woodgate, em 14 de junho de 2019, com um contrato de três anos. Woodgate foi demitido com o clube fora da zona de rebaixamento apenas pelo saldo de gols, com oito jogos restantes da temporada 2019–20, e Neil Warnock foi nomeado como seu substituto no mesmo dia. Warnock garantiu a permanência na divisão, assegurando a salvação na última rodada da temporada e um 17.º lugar na classificação. Em 6 de novembro de 2021, o Middlesbrough rompeu com Warnock, sendo substituído por Chris Wilder no dia seguinte. Após 11 meses no comando, Wilder foi demitido com o clube na 22.ª posição.
O ex-meio-campista do Manchester United, Michael Carrick, foi nomeado como seu sucessor e levou o Boro à quarta colocação, mas perdeu nas semifinais dos play-offs contra o Coventry City. Em 26 de maio de 2023, o clube tornou-se oficialmente afiliado à equipe feminina. Na temporada 2023–24, o Middlesbrough chegou às semifinais da Copa da Liga Inglesa pela primeira vez desde 2004. Apesar de ter vencido o Chelsea no jogo de ida, o Middlesbrough perdeu por 6–2 no agregado.
A menos que consiga o acesso na temporada 2024–25, o Middlesbrough enfrentará sua mais longa sequência consecutiva fora da primeira divisão do futebol inglês em mais de 50 anos, sendo também a segunda mais longa de toda a história do clube (atrás apenas dos 20 anos entre 1955 e 1975).

## Títulos
Nacionais
- Football League Championship: 1926–27, 1928–29, 1973–74 e 1994–95
- Football League Cup: 2003–04
- FA Amateur Cup: 1895 e 1898

Regionais
- Northern Football League: 1893–94, 1894–95 e 1896–97

Internacionais
- Copa Anglo-Escocesa: 1976
- Copa Kirin: 1980

## Jogadores Históricos
- Juninho Paulista
- Gareth Southgate